# Heliothryx barroti
Heliothryx barroti е вид птица от семейство Колиброви (Trochilidae).

## Разпространение
Видът е разпространен в Белиз, Гватемала, Еквадор, Колумбия, Коста Рика, Мексико, Никарагуа, Панама и Хондурас.